# Columbia (Maryland)
Pour les articles homonymes, voir Columbia.
Columbia est une localité CDP américaine située dans l’État du Maryland, dans la périphérie de Baltimore, comté de Howard. Sa population s’élevait à 104 861 habitants lors du recensement de 2020.

## Source
- (en) Cet article est partiellement ou en totalité issu de l’article de Wikipédia en anglais intitulé « Columbia, Maryland » (voir la liste des auteurs).